# Bronchocela cristatella
Bronchocela cristatella är en ödleart som beskrevs av  Heinrich Kuhl 1820. Bronchocela cristatella ingår i släktet Bronchocela och familjen agamer. Inga underarter finns listade.